# California Dreams Tour
California Dreams Tour és la segona gira de concerts de la cantant estatunidenca Katy Perry, realitzada durant els anys 2011 i 2012, per a donar suport al seu tercer àlbum d'estudi Teenage Dream. Va començar el mes de febrer de 2011, i va visitar Europa, Austràlia, Àsia i les Amèriques, realitzant 127 concerts en total. La gira està classificada com la 21a "millor gira del món" de Pollstar, i va tenir uns ingressos de 59,5 milions de dòlars.
Amb el seu tercer àlbum d'estudi Katy Perry es va coronar com una de les dives del pop, i la seva popularitat va augmentar gràcies als cinc senzills amb més èxit: Teenage Dream, Firework, California Gurls, E.T. i Last Friday Night. Aquest cinc èxits van assolir el número 1 de Billboard, aconseguint tots cinc més de 579 milions de visualitzacions als seus vídeos oficials a Youtube.